# Vyzhnytsia
Vyzhnytsia (em ucraniano:   Ви́жниця) é uma cidade da Ucrânia, situada no Oblast de Chernivtsi. Tem 9 km² de área e sua população em 2020 foi estimada em 3.917 habitantes.